# جاناتان بنکس
جاناتان بنکس (به انگلیسی: Jonathan Banks) (زاده ۳۱ ژانویه ۱۹۴۷) بازیگران سینما و تلویزیون آمریکاست. عمدتاً وی را به دلیل بازی در فیلم پلیس بورلی هیلز به همراه ادی مورفی و سریال برکینگ بد می‌شناسند.
جاناتان زاده شهر واشینگتن، دی سی. است و مادرش کارمند سی آی ای بود. او همچنین برای کار در یک گروه نمایش، از دانشگاه محل تحصیلش (دانشگاه ایندیانا) ترک تحصیل کرد.
او در فیلم‌های رفت‌وآمد، بیمه عمر، داندی کروکودیل ۳ مسافرهمیشگی، بگذار شیطان سیاه بپوشد، آبی تیره، فولاد سرد و سریال بهتره با سال تماس بگیری، مجاورت و گانگستر هم بازی کرده‌است.

## پیوند
شناسنامه جاناتان بانکز در بانک اطلاعات اینترنتی فیلم‌ها